# Sharp Objects
Sharp Objects è una miniserie televisiva statunitense del 2018, creata da Marti Noxon e diretta da Jean-Marc Vallée.
La serie è l'adattamento del romanzo Sulla pelle (Sharp Objects) del 2006 scritto da Gillian Flynn.

## Trama
La protagonista, Camille Preaker, è una giornalista di cronaca nera; vive una vita sregolata ed è un'alcolista. A seguito della scomparsa di due ragazzine nella sua città natale, Wind Gap, il suo capo decide di mandarla come reporter sul campo.
Camille è quindi costretta a tornare a vivere in casa di sua madre Adora e a conoscere la sua sorellastra più piccola Amma. Si troverà suo malgrado a vivere ancora una volta le dinamiche della piccola cittadina del Missouri (omofobia, razzismo, la rivalità tra le donne e il machismo degli uomini), i difficili rapporti con la famiglia e a ripercorrere i traumi del passato.
Sul caso indagano lo sceriffo Bill Vickery e il detective Richard Willis. Lo sceriffo sospetta dei familiari delle ragazze, John Keene e Bob Nash, il primo perché giudicato troppo sensibile, il secondo perché burbero e attaccabrighe. Il detective, arrivato in città da Kansas City per aiutare con il caso, rimane di vedute più aperte. Date le difficoltà ad ambientarsi in una piccola città rurale, con le sue tradizioni e i suoi costumi, Willis accetta di fornire a Camille informazioni sul caso in cambio di informazioni riguardanti la città, portando i due ad avvicinarsi con il proseguire del tempo.
I rapporti con Adora, una madre distante che disprezza come la figlia conduce la sua vita, Amma, che cerca in lei la sorella mai avuta ma la vede anche come una rivale nelle attenzioni della madre e degli amici, evolveranno lungo la storia, portando Camille a comprendere alcuni eventi del suo passato.

## Personaggi e interpreti

### Principali
- Camille Preaker, interpretata da Amy Adams (adulta) e da Sophia Lillis (giovane), doppiata da Ilaria Latini (adulta) e da Lucrezia Marricchi (giovane).
Giornalista del Chronicle di Saint Louis, viene mandata nella natia Wind Gap per seguire il caso delle due ragazzine uccise. Recentemente uscita da un ospedale psichiatrico, soffre di alcolismo e ha avuto tendenze autolesionistiche.
- Adora Crellin, interpretata da Patricia Clarkson, doppiata da Liliana Sorrentino.
Madre di Camille, figlia di una relazione segreta, della defunta Marian e di Amma, avute con il marito Alan. È il centro della vita sociale di Wind Gap, nella sua villa si svolge l'annuale fiera del Calhoun Day. Non ha mai provato affetto per Camille, mentre al contrario è maniacale e protettiva verso Amma.
- Richard Willis, interpretato da Chris Messina, doppiato da Alessio Cigliano.
Detective di Kansas City mandato a Wind Gap per assistere lo sceriffo Vickery nelle indagini. Non lega con gli abitanti del posto, trovandoli ottusi e burberi. Ha una relazione con Camille.
- Amma Crellin, interpretata da Eliza Scanlen, doppiata da Roisin Nicosia.
Figlia di Alan e Adora, sorellastra di Camille. All'insaputa di Adora, che l'ha cresciuta in una campana di vetro, va spesso a caccia di guai con le amiche e parecchie volte torna a casa ubriaca. Contenta per l'arrivo di Camille, tenta di coinvolgerla nelle sue scorribande.
- Bill Vickery, interpretato da Matt Craven, doppiato da Stefano De Sando.
Sceriffo di Wind Gap. L'intesa con Richard non è immediata, anche a causa della diversità di vedute. Non è disposto a credere che il colpevole del duplice omicidio possa essere un suo compaesano.
- Alan Crellin, interpretato da Henry Czerny, doppiato da Gianni Giuliano.
Marito di Adora, padre di Amma e patrigno di Camille. Succube delle decisioni di Adora, assiste impassibile al lento disfacimento della famiglia.
- John Keene, interpretato da Taylor John Smith, doppiato da Mirko Cannella.
Fratello di Natalie Keene, seconda vittima del killer. Lavora nell'allevamento di maiali di Adora. Fidanzato con Ashley, anche se molti lo ritengono omosessuale, diventa per questo motivo il principale sospettato.
- Ashley Wheeler, interpretata da Madison Davenport, doppiata da Valentina Favazza.
Fidanzata di John Keene. Nostalgica dei tempi in cui faceva la cheerleader, tanto da indossare la divisa anche in casa. Vanitosa e smaniosa di attenzioni, vuole a tutti i costi apparire negli articoli di Camille.
- Frank Curry, interpretato da Miguel Sandoval, doppiato da Paolo Marchese.
Editore di Camille. La incarica di seguire il caso di Wind Gap sperando che il ritorno a casa la aiuti a combattere i suoi demoni. Diventa il confidente di Camille durante il suo soggiorno nella cittadina.
- Bob Nash, interpretato da Will Chase, doppiato da Francesco Bulckaen.
Padre di Ann Nash, la prima vittima del killer. È il primo sospettato di Richard, anche se poi diventa sempre meno probabile la sua responsabilità.
- Kirk Lacey, interpretato da Jackson Hurst, doppiato da Massimo Triggiani.
Un uomo con grandi sogni bloccato nella sua piccola cittadina, un luogo che gli ricorda la sua futilità e un disonorevole incidente dal suo passato.
- Marian Crellin, interpretata da Lulu Wilson, doppiata da Chiara Fabiano.
Primogenita di Adora e Alan, sorella di Amma e sorellastra di Camille. Morta giovane per cause misteriose, era molto legata a Camille.
- Jackie O'Neill, interpretata da Elizabeth Perkins, doppiata da Anna Cesareni.
Pettegola della cittadina e amica dei Crellin. Accoglie positivamente il ritorno di Camille in città, pronta a rivelarle oscure verità sulla sua famiglia.

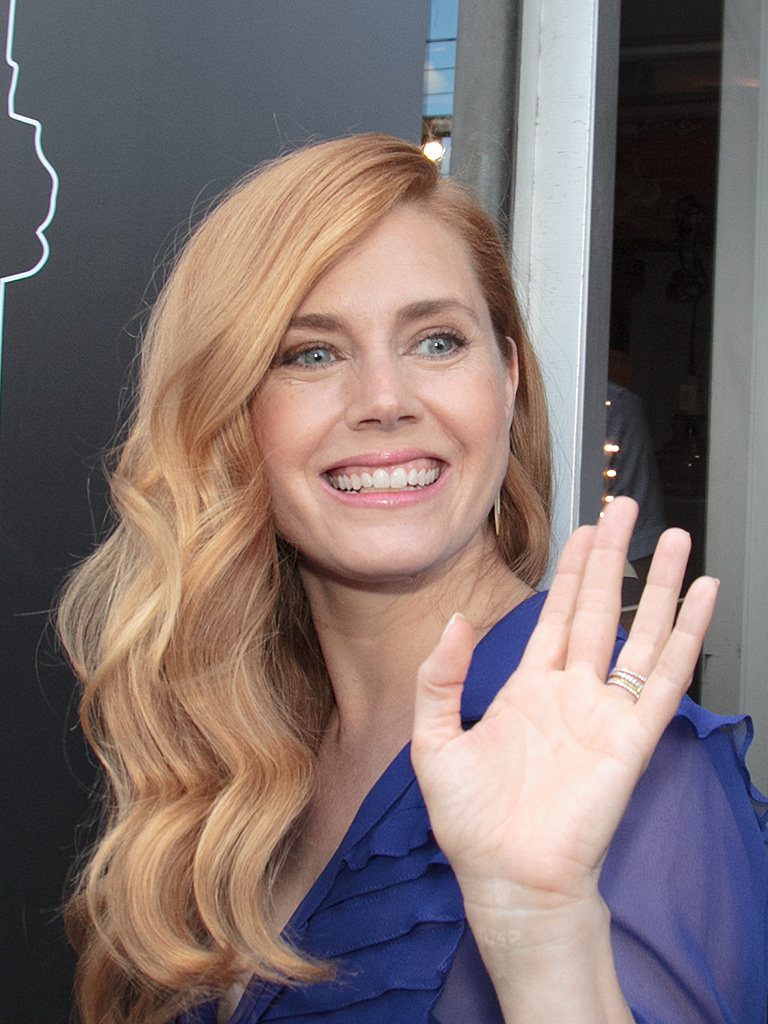
Amy Adams interpreta Camille Preaker.
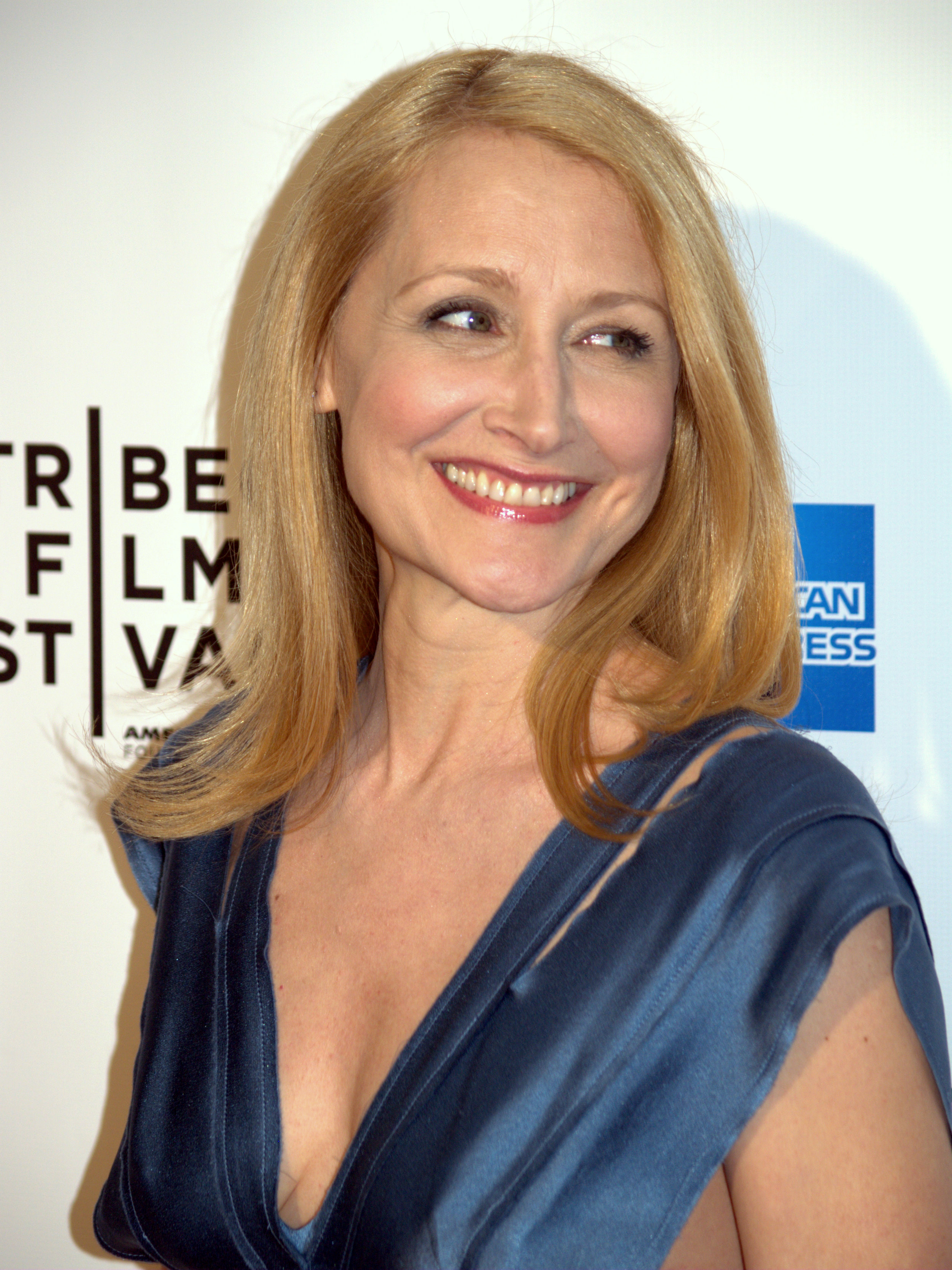
Patricia Clarkson interpreta Adora Crellin.
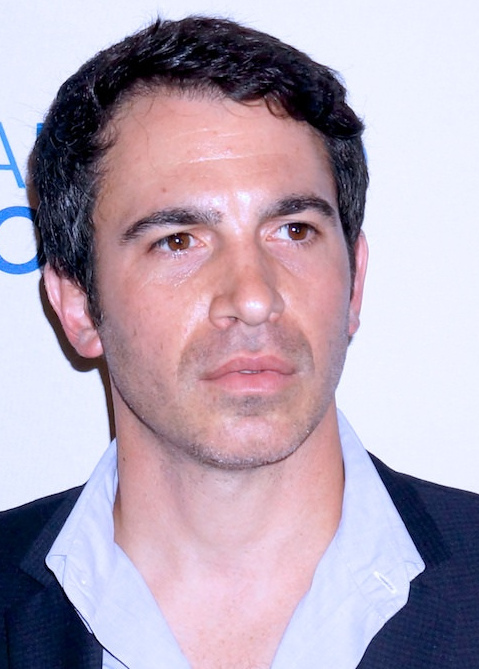
Chris Messina interpreta Richard Willis.
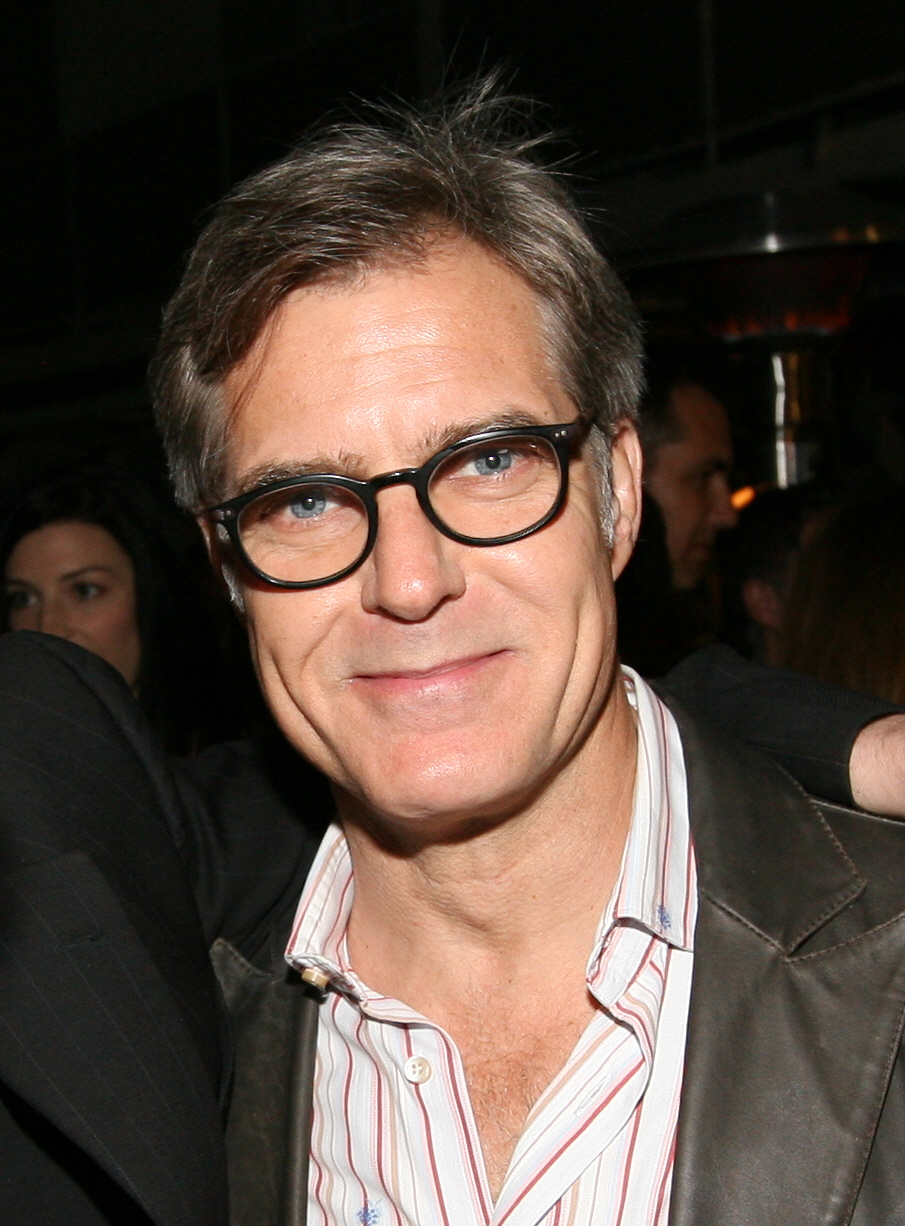
Henry Czerny  interpreta Alan Crellin.
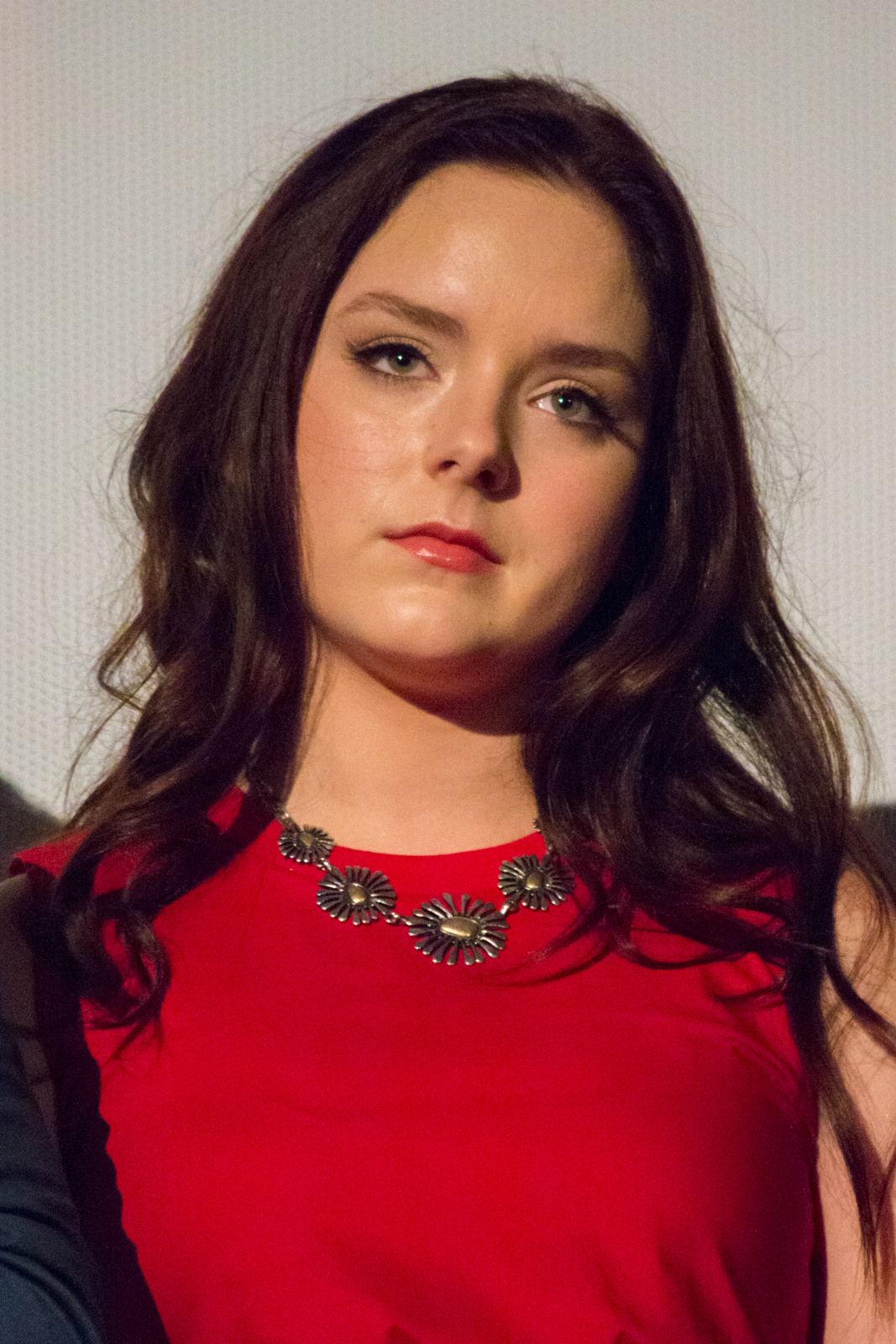
Madison Davenport interpreta Ashley Wheeler.
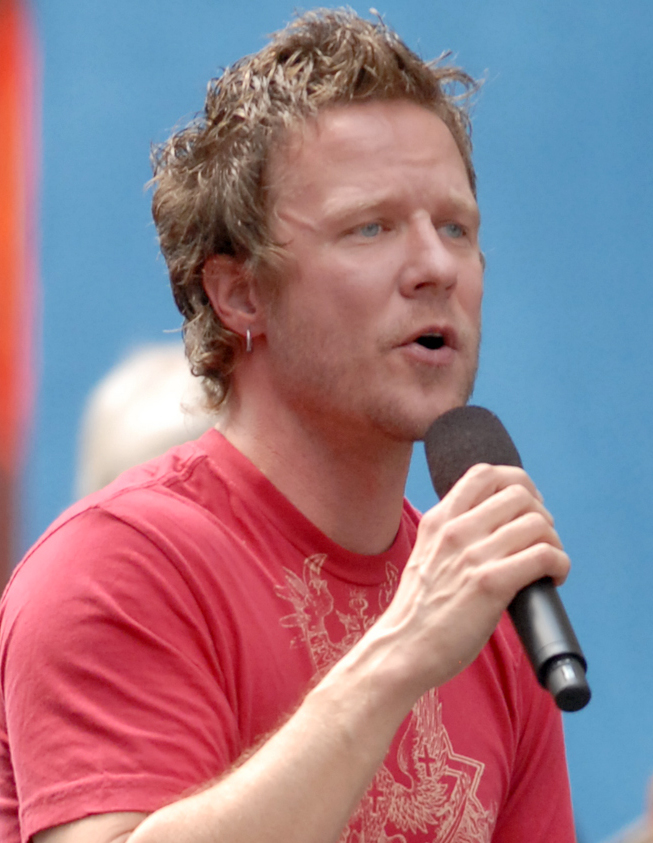
Will Chase interpreta Bob Nash.
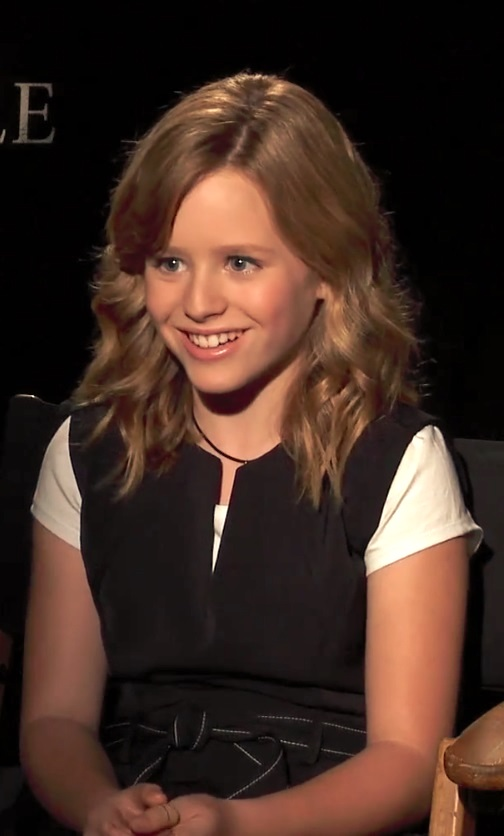
Lulu Wilson interpreta Marian Crellin.
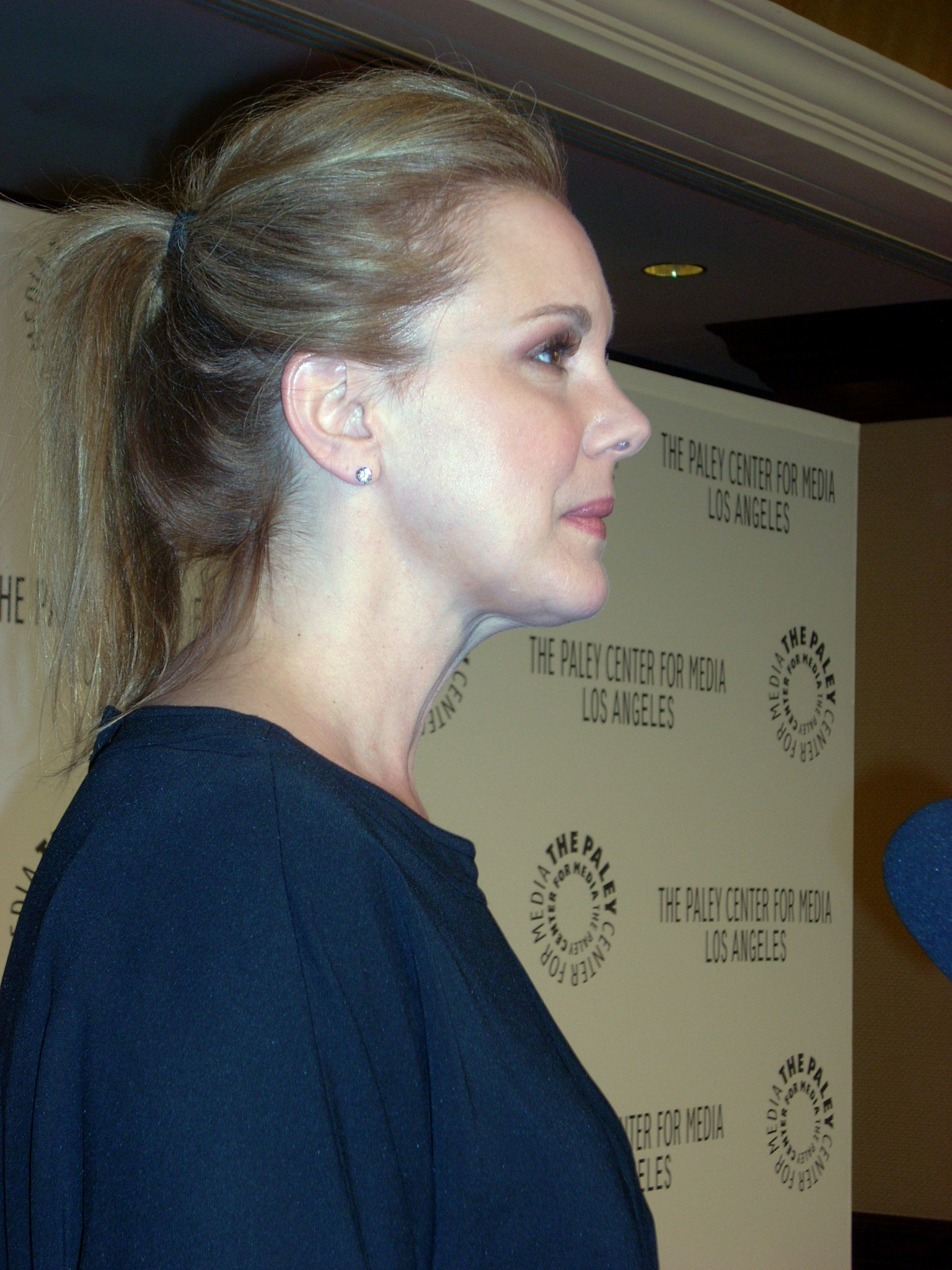
Elizabeth Perkins interpreta Jackie O'Neill.

### Ricorrenti
- Chris, interpretato da David Sullivan, doppiato da Gabriele Sabatini.
Proprietario del bar frequentato da Camille e suo vecchio amico.
- Eileen Curry, interpretata da Barbara Eve Harris, doppiata da Daniela Cavallini.
Moglie di Frank Curry e amica di Camille.
- Gayla, interpretata da Emily Yancy, doppiata da Ilaria Egitto.
Domestica dei Crellin.
- Alice, interpretata da Sydney Sweeney, doppiata da Chiara Oliviero.
Giovane compagna di stanza di Camille durante la sua degenza all'ospedale psichiatrico.
- Annie B, interpretata da Beth Broderick, doppiata da Anna Cugini.
- Jeannie Keene, interpretata da Jennifer Aspen, doppiata da Barbara De Bortoli.
Madre di John e Natalie Keene. La sua decisione di trasferirsi da Philadelphia a Wind Gap ha provocato solo disastri: sua marito l'ha lasciata, sua figlia è scomparsa e il suo figlio è il primo indiziato.
- Katie Lacey, interpretata da Reagan Pasternak, doppiata da Giò Giò Rapattoni.

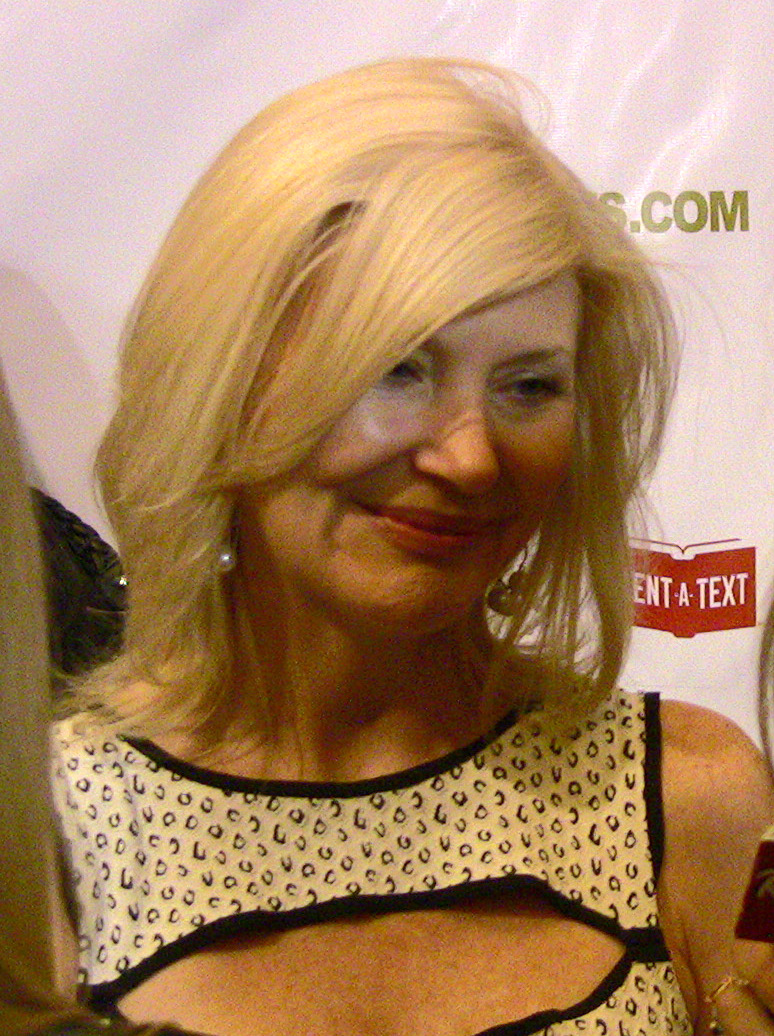
Beth Broderick.

## Produzione
Le riprese della serie sono iniziate il 6 marzo 2017 e sono state effettuate tra Barnesville, Los Angeles, Redwood Valley, Santa Clarita, Mendocino.

## Promozione
Il primo trailer della miniserie è stato diffuso il 22 aprile 2018.

## Distribuzione
La miniserie è stata trasmessa sul canale HBO dall'8 luglio al 26 agosto 2018, mentre in Italia è andata in onda su Sky Atlantic dal 17 settembre all'8 ottobre 2018.

## Accoglienza
Sull'aggregatore Rotten Tomatoes, la miniserie ottiene il 96% delle recensioni professionali positive, con un voto medio di 8,15 su 10, basato su 81 critiche.

## Riconoscimenti
- 2019 - Golden Globe[8]
  - Miglior attrice non protagonista in una serie a Patricia Clarkson
  - Candidatura per la miglior miniserie o film per la televisione
  - Candidatura per la miglior attrice in una mini-serie o film per la televisione ad Amy Adams
- 2019 - Premio Emmy[9]
  - Candidatura per la miglior miniserie
  - Candidatura per la miglior attrice in una miniserie o film Tv a Amy Adams
  - Candidatura per la miglior attrice non protagonista in una miniserie o film Tv a Patricia Clarkson[10]
  - Candidatura per la miglior acconciatura in una miniserie o film Tv[11]
  - Candidatura per il miglior trucco in una miniserie o film Tv[12]
  - Candidatura per il miglior montaggio in una miniserie o film Tv[13]
  - Candidatura per il miglior casting per una miniserie o film Tv[14]
  - Candidatura per i miglior costumi contemporanei a David Robinson, Ann Bryant e Barbara Hause[15]
- 2018 - Gotham Independent Film Awards[16]
  - Candidatura per la miglior serie rivelazione - forma lunga
- 2019 - Critics' Choice Awards[17][18]
  - Miglior attrice in una serie limitata o un film per la televisione ad Amy Adams
  - Miglior attrice non protagonista in una serie limitata o un film per la televisione a Patricia Clarkson
  - Candidatura per la miglior serie limitata
  - Candidatura per la miglior attrice non protagonista in una serie limitata o un film per la televisione a Elizabeth Perkins
- 2019 - Directors Guild of America Award
  - Candidatura per il miglior regista di un film per la televisione o miniserie televisive a Jean-Marc Vallée
- 2019 - Satellite Award[19][20]
  - Miglior attrice in una miniserie o film per la televisione ad Amy Adams
  - Candidatura per la miglior miniserie
- 2019 - Screen Actors Guild Award[21]
  - Candidatura per la migliore attrice in un film televisivo o mini-serie ad Amy Adams
  - Candidatura per la migliore attrice in un film televisivo o mini-serie a Patricia Clarkson
- 2019 - TCA Awards[22]
  - Candidatura per la miglior miniserie o film televisivo
  - Candidatura per la migliore interpretazione in una serie drammatica ad Amy Adams
- 2019 - Writers Guild of America Award[23]
  - Candidatura per la miglior sceneggiatura adattata per una miniserie televisiva